# Battesimo

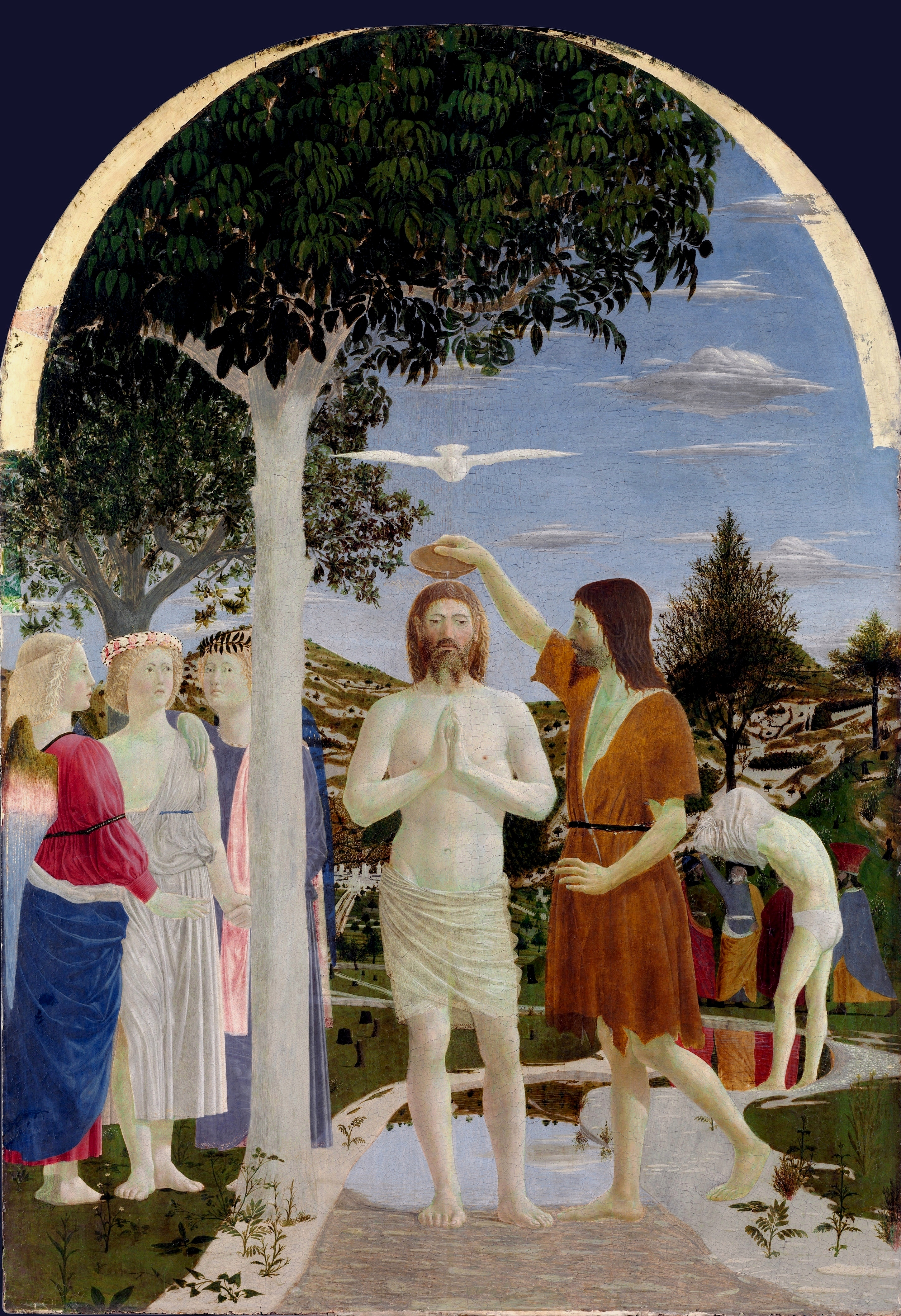
Battesimo di Cristo di Piero della Francesca, National Gallery, Londra

Il battesimo è il rito con cui una persona viene ammessa alla comunità cristiana mediante l’abluzione con acqua e l’invocazione trinitaria. È riconosciuto come sacramento dalla Chiesa cattolica, dalle Chiese ortodosse e dalla maggior parte delle confessioni protestanti, pur con differenze nelle modalità e nelle interpretazioni teologiche.
Le parole "battesimo" e "battezzare" derivano dal greco (βάπτισμα, βαπτίζειν), dove la radice corrispondente indica "immergere nell'acqua". In effetti il battesimo simboleggia il seppellimento dell'uomo "vecchio" nella morte di Cristo per la rinascita dell'uomo nuovo in Cristo.
Viene amministrato, per immersione (soprattutto nelle Chiese protestanti e nelle Chiese ortodosse, ma previsto anche dalla Chiesa cattolica) o per infusione (nella Chiesa cattolica), da un ministro del culto, ma in caso di emergenza chiunque può battezzare nella fede della Chiesa, pronunciando la formula di rito. In tutte le Chiese cristiane, il battesimo apre l'accesso agli altri sacramenti. I candidati adulti al battesimo si dicono catecumeni. Fino al Basso Medioevo il battesimo fu amministrato generalmente per immersione (es. nell'acqua viva di fonti, laghi, vasche, fiumi).

## Nel Nuovo Testamento

### Il battesimo amministrato da Giovanni e ricevuto da Gesù

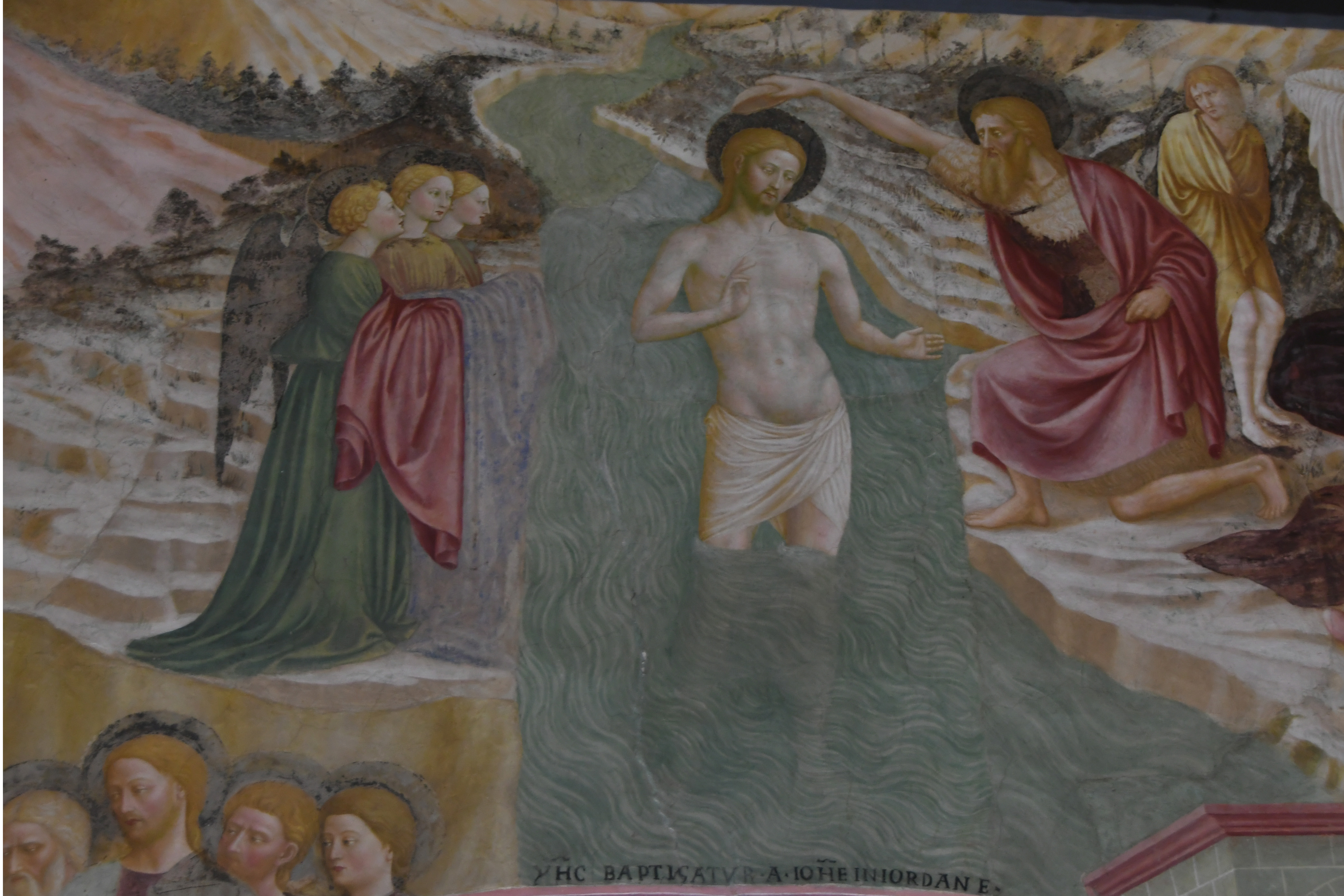
Il battesimo di Gesù in un particolare dell'affresco di Masolino da Panicale nel Battistero di Castiglione Olona

Alle soglie del Nuovo Testamento, Giovanni Battista predica nel deserto e realizza un "battesimo di acqua" come segno di conversione e di preparazione per accettare colui che battezzerà "in Spirito Santo e fuoco" (cfr. Matteo 3,11). Il battesimo di Giovanni accompagnava una predicazione esigente, nella linea dei profeti, che chiedeva agli uditori un cambio di pensiero cioè una conversione, e l'abbandono delle sicurezze religiose legate all'appartenenza al popolo eletto (cfr. Luca 3,7-9) e all'eliminazione delle ingiustizie (Luca 3,10-15) perché il Regno di Dio era ormai prossimo, cioè il messia stava per arrivare. Giovanni Battista diventa l'ultimo profeta e indica Gesù: "Egli deve crescere e io invece diminuire" (cfr. Giovanni 3, 30; Vulgata: Illum oportet crescere, me autem minui).
Anche Gesù Cristo si fece battezzare da Giovanni Battista: secondo il racconto dei vangeli, all'uscire Gesù dall'acqua si aprirono i cieli, ed egli "vide lo Spirito di Dio scendere come una colomba e venire su di lui" (Matteo 3,16); si sentì (Marco 1,11) la voce del Padre che disse: "Questi è il figlio mio prediletto, nel quale mi sono compiaciuto" (Matteo 3,17; Marco 1,11; Luca 3,21).
Secondo la teologia cristiana le parole del Padre situano Gesù in una relazione di figliolanza amorosa con Dio: Gesù è il Figlio che il Padre ama. Inoltre, la teologia cristiana approfondisce il significato delle parole pronunciate dal Padre alla luce dell'Antico Testamento:
- «Tu sei mio figlio» è una reminiscenza di Salmo 2,7[14]: «Annunzierò il decreto del Signore. Egli mi ha detto: "Tu sei mio figlio, io oggi ti ho generato"». Il Salmo 2[15] è un salmo di intronizzazione dei re dell'antico Israele. Questo riferimento rivela che le parole del Padre annunciano la regalità di Gesù.
- La parola "prediletto", che potrebbe essere tradotta con la circonlocuzione "che io (il Padre) amo" aggiunge una reminiscenza di Genesi 22,2[16], dove Dio dice ad Abramo: «Prendi tuo figlio, il tuo unico figlio che ami, Isacco, va' nel territorio di Moria e offrilo in olocausto su un monte che io ti indicherò.» Questo riferimento annuncia il sacrificio di Gesù, che lo stesso Padre immolerà per il peccato del mondo.
- L'espressione "in te mi sono compiaciuto" è una reminiscenza del Libro di Isaia 42,1[17]: «Ecco il mio servo che io sostengo, il mio eletto di cui mi compiaccio. Ho posto il mio spirito su di lui; egli porterà il diritto alle nazioni». Questo riferimento annuncia la missione universale di Gesù, che è inviato dal Padre a portare la sua giustizia (cioè la sua "santità", secondo la maniera di esprimersi dell'epoca) a tutti i popoli.

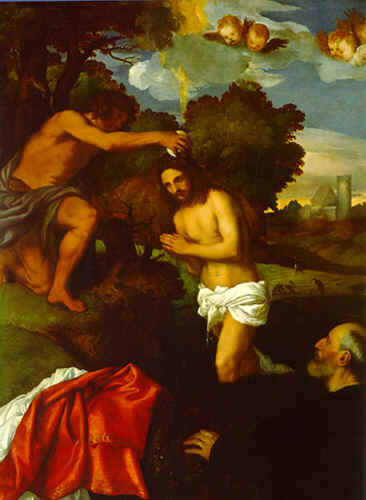
Battesimo di Cristo, Tiziano

Tuttavia, nella predicazione apostolica il battesimo ricevuto da Gesù contrastava con l'annuncio della sua condizione divina. Lo stesso vangelo secondo Matteo (3,14) è testimone di questo, e rileva che Giovanni domandò a Gesù spiegazione del fatto. La risposta di Gesù: «Lascia fare per ora, poiché conviene che così adempiamo ogni giustizia». Gesù si "converte" alla volontà del Padre, riceve in modo stabile lo Spirito Santo e inizia la sua missione di Messia d'Israele. Il gesto di ricevere il battesimo da Giovanni il battista è interpretato, inoltre, dalle chiese cristiane alla luce della teologia dell'abbassamento: il Figlio di Dio ha voluto farsi uomo e condividere l'esperienza della morte, e di una morte ignominiosa, per liberare l'umanità dalla schiavitù del peccato. Dunque il Figlio di Dio doveva fin dal principio della sua missione farsi uno con i peccatori, e ricevere così il battesimo di Giovanni. Questa spiegazione evangelica è stata ampliata dalla teologia dei vari secoli:
- Gesù avrebbe in tal modo voluto istituire il sacramento del battesimo.
- Non era Gesù ad essere purificato dall'acqua del fiume ma era Gesù che col suo corpo purificava le acque (San Tommaso d'Aquino). Infatti Gesù benediceva le acque per battezzare con il suo amore.

Inoltre nel vangelo di Giovanni c'è scritto: "per loro io consacro me stesso, perché siano anch'essi consacrati nella verità" (Gv 17,19), quindi il battesimo dei cristiani prende la sua potenza dal battesimo di Cristo per opera di Giovanni che viene consacrato Messia dallo Spirito Santo cioè capo della Chiesa che è il Suo Corpo.

### Il battesimo amministrato da Gesù
Il Vangelo secondo Giovanni riporta il fatto che Gesù battezzava (3,22) − anche più di Giovanni Battista (4,1) − seppure non fosse lui in persona a battezzare, ma i suoi discepoli (4,2).
Dopo la sua morte e Risurrezione, secondo quanto riportato nel vangelo secondo Matteo, Gesù invia infine i suoi apostoli a predicare in tutto il mondo, dicendo loro:
(Matteo 28,19-20)

### Fede e battesimo dei pagani
Atti 10:44-48 descrive la visione di san Pietro che, mentre predica il Verbo, vede scendere lo Spirito Santo sui pagani che diversamente dai Giudei non erano circoncisi. Vedendo che Dio aveva concesso lo stesso dono elargito agli Apostoli nella Solennità di Pentecoste, dispose che anche i pagani incirconcisi fossero battezzati con l'acqua e nel nome di Gesù Cristo.
La visione della discesa dello Spirito Santo sui pagani si ripete anche in Atti 11, dove non viene precisato se fossero già stati battezzati. Viene detto che Dio «ha dato a loro lo stesso dono che a noi per aver creduto nel Signore Gesù Cristo» (11:17), mentre in modo simile 10:36,43 afferma che, secondo tutti i profeti, la sola fede in «Gesù Cristo, che è il Signore di tutti» è sufficiente per ottenere «la remissione dei peccati per mezzo del suo nome». Essa causa lo stesso effetto generato dalla grazia sacramentale del Battesimo, che fa sì che «anche ai pagani Dio ha concesso che si convertano perché abbiano la vita!».
La narrazione prosegue con la predicazione degli Apostoli per i greci non Giudei e la fondazione della prima comunità cristiana ad Antiochia.
Nel III secolo Cipriano di Cartagine e i vescovi africani affrontarono la questione della validità del battesimo amministrato dagli eretici ai pagani. Cipriano, seguendo la tradizione africana, confermata dai sinodi di Cartagine del 255 e del 256, era del parere che il battesimo non fosse valido e che dovesse essere ripetuto; papa Stefano, invece, si rifiutò di ricevere i tre delegati africani e di concelebrare la messa con loro poiché sosteneva che il battesimo fosse valido purché fosse stato amministrato con l'acqua e la formula trinitaria.

## Nelle prime comunità cristiane

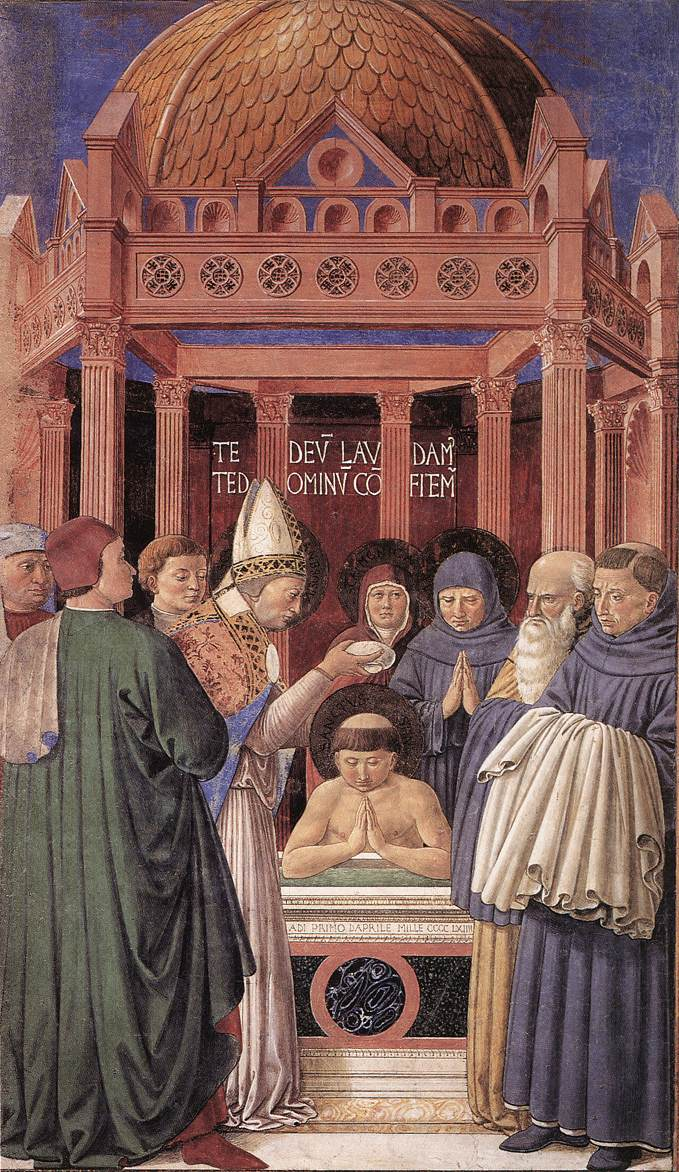
Battesimo di Agostino di Ippona per mano di sant'Ambrogio, nel 387

Nella Chiesa antica il battesimo veniva anche chiamato il Sacramento dell'Illuminazione.
Negli Atti degli Apostoli sono riportate le prime conversioni al cristianesimo da parte di ebrei e pagani successive alla prima predicazione apostolica dopo la Pentecoste, e si riporta che tremila persone «accolsero di cuore la sua parola» e «furono battezzati», il libro degli Atti parla sempre del battesimo impartito a quanti essendosi ravveduti ed avendo creduto ubbidivano col battesimo al comandamento di Gesù dando testimonianza pubblica della loro fede (Atti 2,38 e 41), (3,19). Secondo le chiese protestanti in origine il battesimo veniva conferito solo a coloro che accettavano gli insegnamenti degli apostoli e accettavano consapevolmente di diventare discepoli.
Le testimonianze riportano che già nel IV secolo era pratica diffusa battezzare i catecumeni (cioè coloro che si preparavano al battesimo) nella veglia di Pasqua (come riportato per esempio nelle Confessioni di Agostino di Ippona, battezzato da Ambrogio di Milano nel 387 d.C.). Secondo quanto riferisce sant'Ippolito (220), il Battesimo aveva luogo anche nella veglia di Pentecoste. 
Negli otto giorni seguenti alla Veglia di Pasqua, i neobattezzati indossavano abiti bianchi, simbolo di candore e purezza, motivo per il quale l'ottava di Pasqua era chiamata "Domenica in albis".
Nelle prime comunità cristiane il Battesimo rappresentava per coloro che si convertivano il punto di arrivo – insieme a Cresima ed Eucaristia, che gli adulti ricevevano in un unico rito– di un lungo percorso di formazione, durante il quale i catecumeni erano ammessi a partecipare alla prima parte della Messa (non ai riti di Comunione). Dopo la Comunione, si dava ai battezzati una mescolanza di latte e miele (che si dava solitamente ai fanciulli), per ricordare che essi erano come neofiti della nuova vita cristiana. La diffusione della pratica di battezzare gli infanti, secondo parte della storiografia moderna, inizierebbe invece a diffondersi successivamente, a partire dal V secolo.
Tuttavia, Atti 16,15;16,33;18,8 descrivono il battesimo di un'intera casa; Origene (185-254) e poi sant'Agostino riferivano che il battesimo dei bambini era una tradizione apostolica, comprovante l'esistenza del peccato originale. Anche sant'Ireneo (130-202) e sant'Ippolito (170-235) attestarono quest'usanza.
Secondo altri autori, quindi, anche tra coloro che non sono legati alla teologia tradizionale cattolica Romana, ma piuttosto appartengono a correnti riformate, come Joachim Jeremias, invece, si tratterebbe di una pratica dei primissimi secoli della cristianità, se non addirittura già praticata dagli apostoli..
Questa ipotesi sembra essere supportata da alcuni passi biblici. In Lettera ai Colossesi 2,11 il battesimo viene equiparato alla circoncisione dell'antico patto (la quale veniva impartita entro l'ottavo giorno di vita), in quanto sigillo della nuova ed eterna alleanza. In Prima lettera ai Corinzi 10,2 il passaggio attraverso il mare raccontato nell'Esodo viene chiamato battesimo e viene sottolineato che tutti i presenti vennero coinvolti nel battesimo in rapporto a Mosè (nel racconto veterotestamentario è chiara la presenza di individui di ogni età, quindi anche di bambini). In Atti degli Apostoli 2,39 la salvezza risulta essere per i convertiti e per proprietà commutativa per i loro figli. In quest'ultimo passo vi è una chiara citazione di Deuteronomio 29,9 e 10, dove l'alleanza mosaica comprendeva esplicitamente anche i bambini. In Prima lettera ai Corinzi 7,14 i figli dei convertiti vengono chiamati santi, dove il termine santo sta a significare separato (dai non credenti), quindi compresi nell'alleanza nuova (il termine santo viene usato in molti passi dell'Antico Testamento, riferito al popolo di Israele, per indicare il fatto che sia separato dal resto dei popoli, in quanto sotto l'alleanza divina; un esempio di tale utilizzo del termine in tal senso è Levitico 20,26).
Fin dall'età apostolica, all'atto del Battesimo seguiva una professione di fede che era la base per l'istruzione dei catecumeni e riassumeva i punti principali della fede cristiana. Essa variava da luogo a luogo. Ippolito e Tertulliano attestano che a partire dal II secolo il Simbolo apostolico era unico in tutta la Chiesa.
Il Battesimo era ritenuto un sacramento non ripetibile. Nel III secolo sorse una disputa teologica circa la validità del Battesimo amministrato dagli eretici e dagli scismatici.

## Secondo il Concilio di Trento
Con Decreto del 17 giugno 1546, il Concilio di Trento stabilì le verità della fede sul peccato originale, che singolarmente ogni membro della Chiesa Cattolica è tenuto a professare, a pena di anatema.
Secondo il Magistero, la disubbidienza di Adamo al comando di Dio in Paradiso procurò le punizioni della perdita della santità e giustizia, della morte, e della schiavitù del demonio "che, in seguito, ebbe il potere della morte" (n. 1). Il peccato, che è "la morte dell'anima" (n. 1) e "uno per la sua origine" (n. 3), è trasmesso all'intera discendenza di Adamo "per generazione e non per imitazione" (n. 3), non può "essere tolto con le forze della natura umana, o con altro mezzo, al di fuori dei meriti dell'unico mediatore", Gesù Cristo la cui Passione e Sangue divennero grazia giustificante, santificante e redentrice.
Questa grazia è donata mediante il sacramento del Battesimo che è l'unico modo per ottenere la remissione del peccato originale, e perciò è necessario anche agli infanti sebbene essi nascano privi di altri peccati e siano figli di genitori già battezzati (n. 4).
Con il rito battesimale sono rimessi anche tutti gli altri peccati in precedenza commessi dal fedele, cui è donata la forza di resistere alla concupiscenza e alla passione per evitare cadute future. Secondo la dottrina cattolica, il battesimo non genera una forma di predestinazione, vale a dire che il credente peccatore può perdere la vita eterna, anche dopo esser stato battezzato.
Il Concilio riformò anche l'istituto del padrinato e del madrinato, introducendo il limite massimo di un padrino e di una madrina per battesimo. Nell'Italia pre-tridentina, ai primogeniti erano associati un numero più alto di affidatari dell'educazione cristiana che appartenevano ai più alti ranghi sociali.

## Nelle Chiese cristiane odierne

### Dottrina
Cattolici e ortodossi credono nella cosiddetta "rigenerazione battesimale", cioè che coloro che si battezzano per la salvezza, rinunciando espressamente a Satana e credendo in Cristo morto e risuscitato, sono liberati dal peccato originale e rigenerati come figli di Dio; entrano così a far parte della Chiesa, che è la comunità dei credenti in Cristo. Per queste confessioni cristiane il battesimo consiste, in termini positivi, nell'immergersi nella morte di Cristo e nell'essere generati come nuove creature. Detto in termini negativi, consiste nella cancellazione del peccato originale, originato dal comportamento di Adamo ed Eva nel Paradiso terrestre: secondo l'espressione di san Paolo nella Lettera ai Romani, «dove è abbondato il peccato è sovrabbondata la grazia», cioè si diventa figli di Dio, si viene incorporati a Cristo (persona in Cristo) e si entra a far parte della comunità dei salvati, la Chiesa. Se la persona che viene battezzata, su sua richiesta, è adulta, o anche adolescente, con il Battesimo viene anche perdonata da Dio per tutte le colpe e i peccati commessi fino allora, senza bisogno del Sacramento della Confessione. Ovviamente, occorre che il fedele sia pentito profondamente dei suoi precedenti peccati, e richieda il perdono da Dio, tramite il Battesimo. Subito dopo, egli può accostarsi alla Comunione. Un'eccezione unica nella sua vita.
I protestanti della Riforma storica (luterani, calvinisti, anglicani e anabattisti), invece, considerano il battesimo un segno esteriore che rende visibile la rigenerazione che è avvenuta, per sola fede, nel credente (o che avverrà quando questi sarà consapevole).

### Rito del battesimo

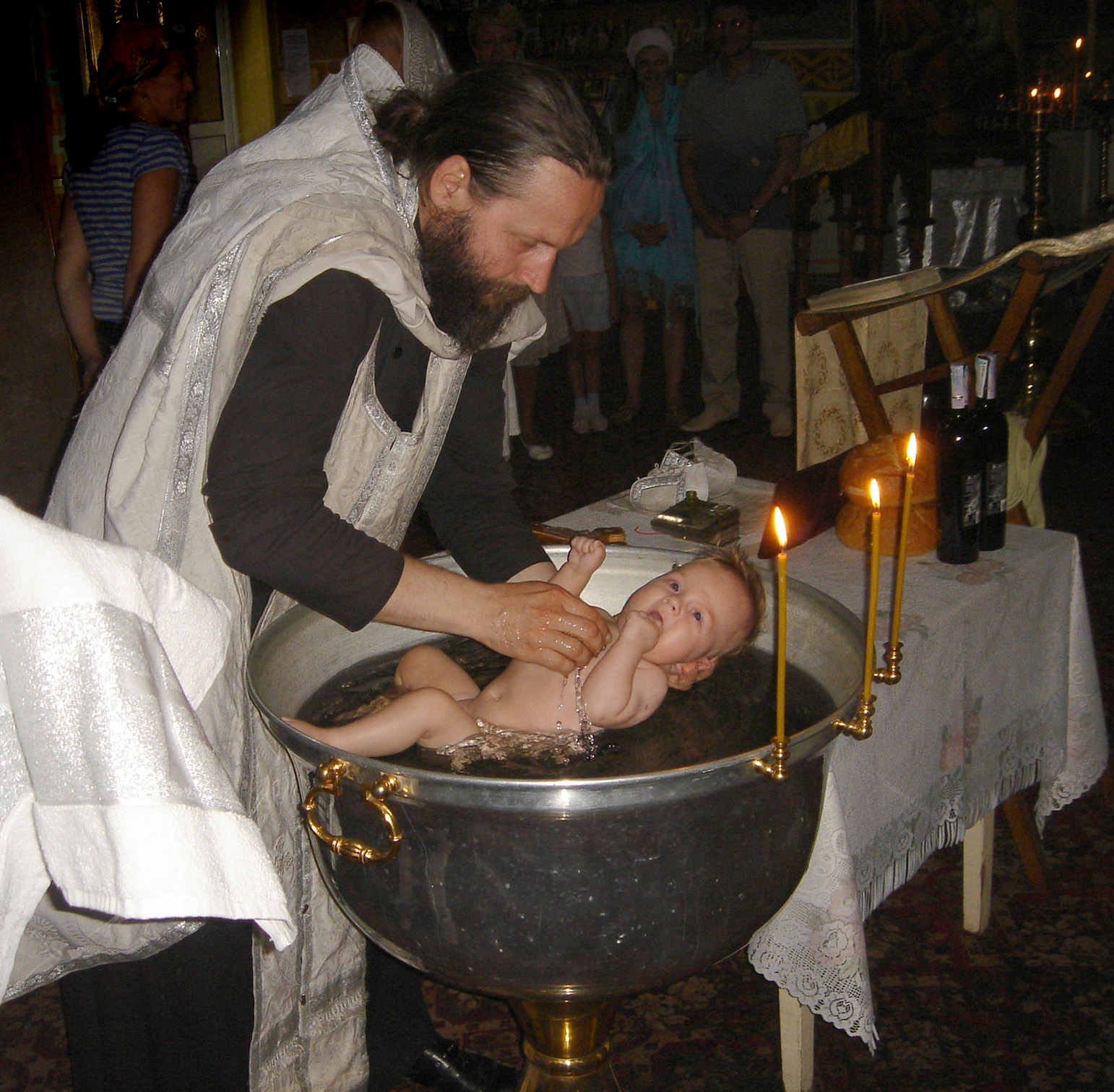
Battesimo ortodosso di un neonato a Odessa

Il battesimo degli adulti si effettua anche per immersione, cioè immergendo nell'acqua il candidato (oggigiorno, nella Chiesa cattolica di rito latino, è più diffuso e comune il Battesimo per infusione sul capo) oppure, nel caso del Battesimo dei bambini, per infusione, cioè versando acqua sulla testa del candidato. Il gesto dell'acqua è accompagnato nel rito dalle parole: "(nome del battezzando), io ti battezzo nel nome del Padre e del Figlio e dello Spirito Santo", ma alcune realtà religiose, come alcuni gruppi protestanti, battezzano nel nome di Gesù, non adempiendo al comandamento dato dallo stesso Gesù quando mandò i suoi discepoli in tutto il mondo per predicare l'Evangelo, insegnare tutto quello che avevano imparato dalle Scritture e battezzare nel Nome del Padre, del Figlio e dello Spirito Santo.
(Matteo 28:19-20)
Per alcuni il Battesimo significa la liberazione dal peccato e dal suo istigatore, il diavolo, essi pronunciano uno o più esorcismi sul candidato. Questi viene unto con l'olio dei catecumeni, oppure il celebrante impone su di lui la mano, ed egli rinunzia esplicitamente a Satana per tre volte. Tale triplice rinuncia o promessa battesimale è strettamente connessa alle tre tentazioni di Gesù nel deserto e viene rinnovata durante la veglia pasquale.
Secondo la Chiesa cattolica, i ministri ordinari del battesimo sono il vescovo e il presbitero, e, nella Chiesa latina, anche il diacono. In caso di necessità, chiunque, anche un non battezzato, purché abbia l'intenzione di fare quanto fa la Chiesa, può battezzare utilizzando la formula battesimale trinitaria perché il battesimo è necessario alla salvezza (Mc 16,16).
Nel caso del battesimo dei bambini, costoro ricevono la designazione di un padrino e una madrina: questi hanno la funzione di accompagnare i primi passi del nuovo battezzato, e soprattutto di aiutare i genitori nell'educazione cristiana del fanciullo.
Il sacramento cristiano anticamente veniva amministrato per immersione, solo agli adulti, in una vasca anche se già la didaché riporta in caso di necessità: "...versa nel capo tre volte l'acqua in nome del Padre, del Figlio e dello Spirito Santo". Nelle liturgie orientali, il capo del battezzando è rivolto verso est e il sacerdote celebrante recita la seguente formula sacramentale: "il Servo di Dio, N., è battezzato nel nome del Padre, e del Figlio, e dello Spirito Santo".
Nel Medioevo si impose il rito per infusione. Il Concilio di Trento stabilì che ogni parrocchia avesse il proprio fonte battesimale e si sollecitò l'amministrazione del sacramento ai bambini entro gli otto giorni dalla nascita.

### Età del battezzato
Quasi tutte le Chiese cristiane praticano il battesimo dei neonati e dei bambini (oltre, ovviamente, quello degli adulti convertiti), con l'eccezione di alcune denominazioni protestanti come gli anabattisti, i battisti, i pentecostali, e altri gruppi come Testimoni di Geova, mormoni e avventisti del 7º giorno che battezzano unicamente adulti, sostenendo che in tale prassi battesimale si pone maggiormente l'accento sulla scelta personale e consapevole del credente. In realtà col termine adulto si intende in questo caso il raggiungimento della presunta età della ragione che varia fra una confessione e l'altra. I Mormoni considerano battezzabili i fedeli dagli otto anni in su.

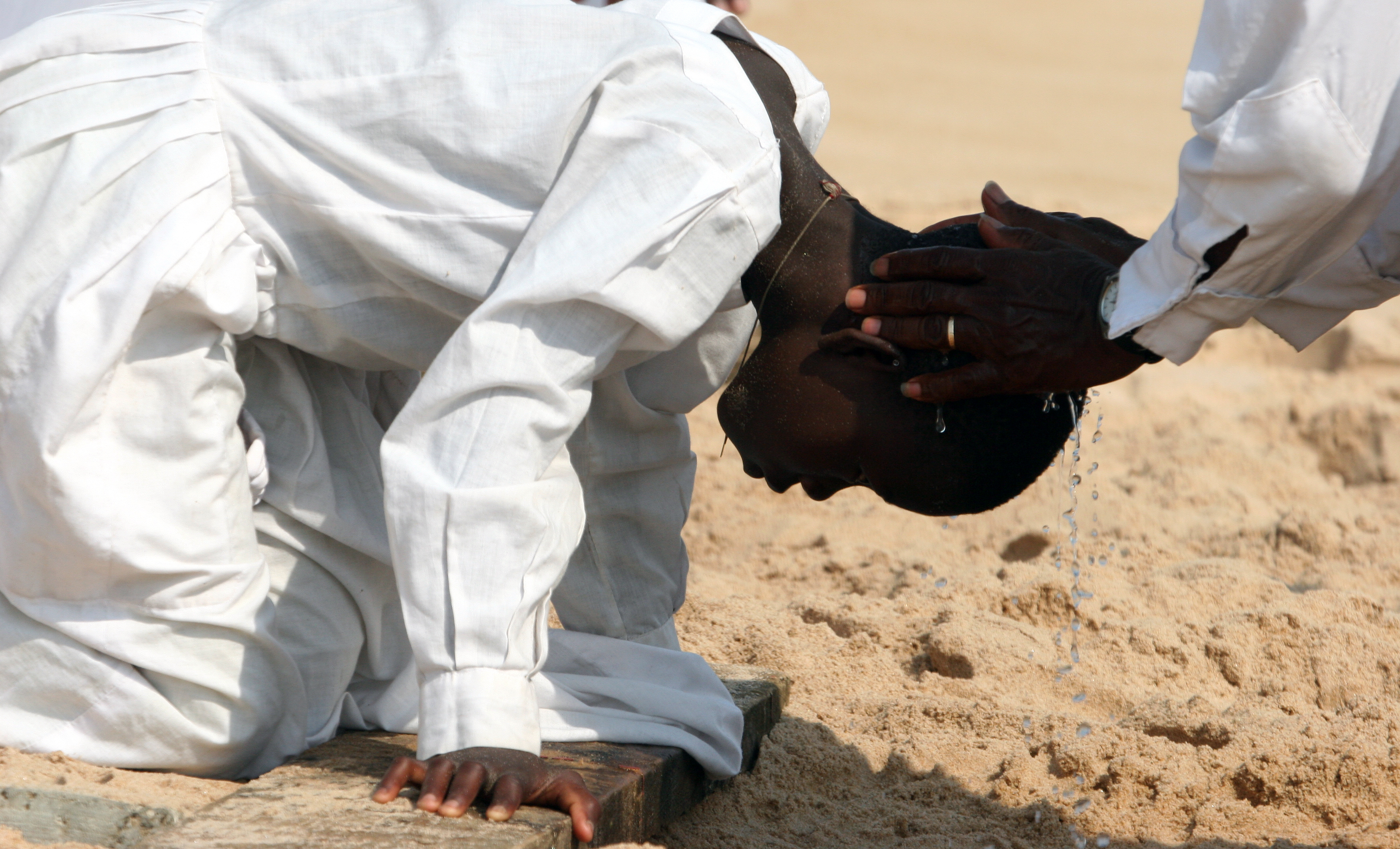
Battesimo di un catecumeno adulto nel Benin

Gli episodi battesimali riportati nel testo biblico riguardano soprattutto persone in età adulta.
I cattolici considerano alcuni passi del Nuovo Testamento dove ci si riferisce al battesimo di intere "case" come il battesimo di adulti insieme con tutta la loro famiglia, includendo cioè anche i bambini. Altri affermano il contrario per il fatto che spesso il termine "casa" com'è usato, cioè come sinonimo di famiglia, nella Bibbia esclude secondo loro i neonati (in Tito 1,11, si parla di apostati che «sovvertono intere famiglie»; in 1 Samuele 1,21-22 si parla del padre di Samuele che «sale con tutta la sua casa» a Gerusalemme e nel versetto successivo che la madre e il figlio restano a casa). Occorre però notare che proprio perché il termine "casa" sta a indicare l'intera comunità familiare che successivamente viene specificato quali membri della casa sono esclusi dall'accezione del termine. Il termine greco usato nel N.T. è oikos che indica sia la casa che la famiglia che anticamente comprendeva anche gli schiavi. Come per altri termini è il contesto che fa scegliere. I cattolici fanno anche notare che in Colossesi 2,11-13 San Paolo fa un parallelo fra la circoncisione praticata dagli ebrei ai neonati di otto giorni e il battesimo (la Circoncisione a cui allude Paolo in questo testo non è quella degli Ebrei, praticata, appunto ai bambini, ma quella del cuore che realizzavano i Cristiani in età adulta a motivo della loro fede in Cristo).
Le comunità che sostengono l'esigenza di un battesimo in età adulta affermano il ritorno alla tradizione evangelica e il fatto che l'appartenenza alla comunità cristiana deve essere una scelta libera e consapevole dell'individuo e non dei genitori, scelta impossibile in tenera età. Rimane un punto fermo, per alcune denominazioni cristiane, che il battesimo sia un rinnovo dell'alleanza proposta da Dio al popolo ebraico, simboleggiato dalla circoncisione.
Sant'Agostino difese la prassi del battesimo dei neonati a seguito della sua convinzione che questi ultimi fossero destinati all'inferno se morti prima di essere battezzati. Per dare risposta a chi non accettava questa visione, nel Medioevo si fece strada il concetto di limbo, il quale però non ha mai costituito un dogma della fede cristiana cattolica.

### Il battesimo per procura
La Chiesa di Gesù Cristo dei Santi degli Ultimi Giorni prevede un rito battesimale per procura e un rito di confermazione per procura, nei quali il Sacramento viene celebrato a favore di una persona defunta da parte di un vivente già battezzato e confermato nella Chiesa.
Il rito del Battesimo per procura è praticato anche dalla Chiesa Avventista e trova un fondamento biblico unicamente nell'unico verso di 1 Corinzi 15:29.

## Nel Codice di Diritto Canonico
(Lowe Feuerspucker, La Via dei sacramenti: il Battesimo)
Il Codice di Diritto Canonico tratta del sacramento del Battesimo nel libro IV, al titolo I: nei canoni dal 849 al 878.

## Statistiche sul battesimo cattolico in Italia

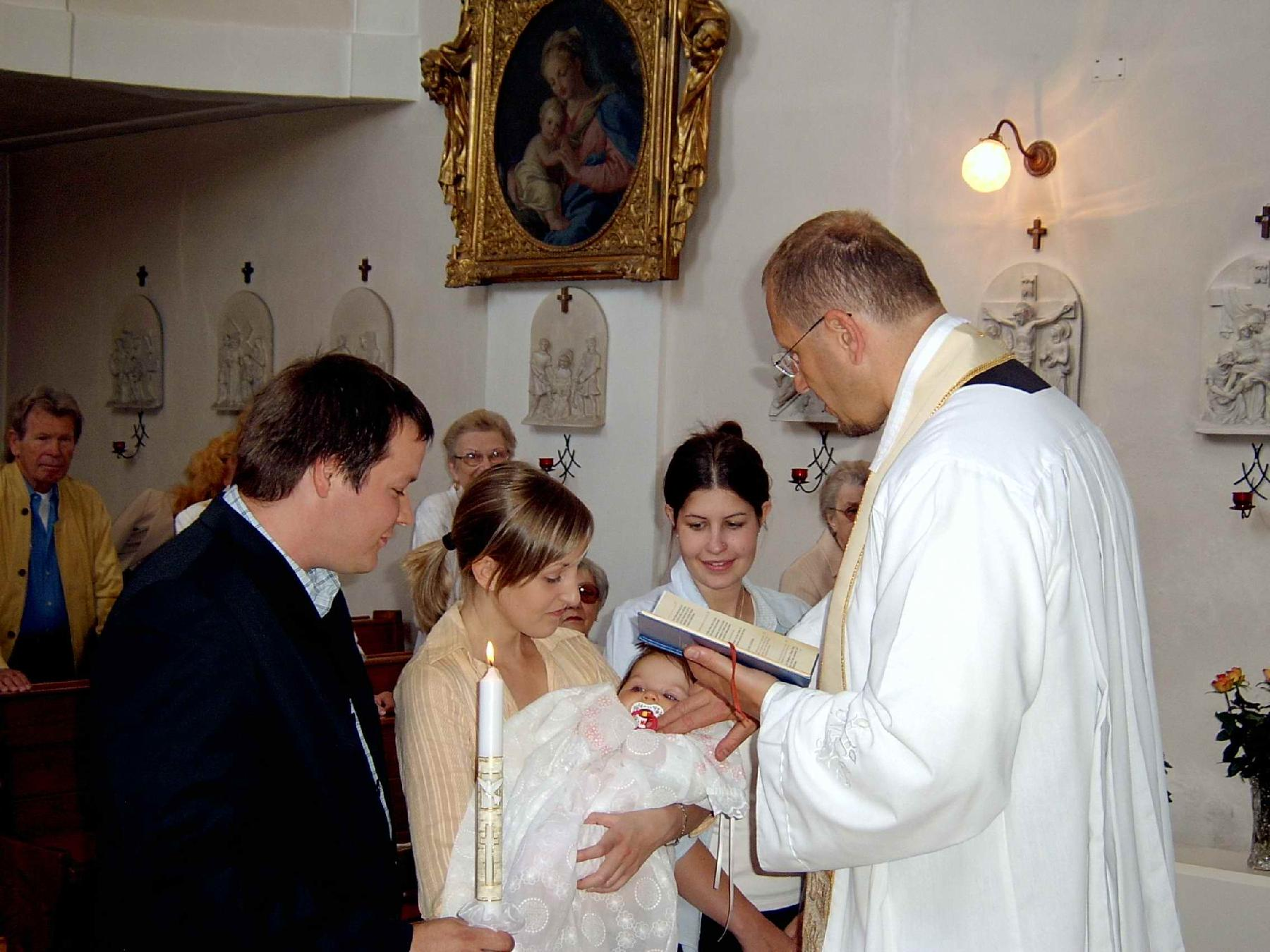
Battesimo amministrato da un sacerdote cattolico

Si è recentemente assistito ad una flessione del numero dei bambini battezzati, che passa dai 421.071 del 2010 ai 420.553 del 2011 (nel 1991 erano oltre 515 000), ovvero circa il 75% dei bambini nati.
Le motivazioni risiedono soprattutto nel calo della natalità, nella maggior diffusione di matrimoni misti con persone di diverso culto e nel fenomeno della secolarizzazione.

## Sbattezzo
Negli ultimi anni, specialmente nei paesi più secolarizzati, si è diffusa la pratica del cosiddetto sbattezzo, una procedura di dissociazione dall'appartenenza ad una determinata fede. Alla richiesta del singolo fa seguito l'annotazione sul registro di battesimo della volontà di dissociazione dalla Chiesa.
Tale atto è considerato espressione esplicita di apostasia, dal punto di vista religioso non toglie validità al battesimo, dato che esso conferisce tipicamente il carattere e quindi non è reversibile. Di conseguenza, per la dottrina cattolica ma anche per le altre confessioni cristiane, il battezzato rimane tale anche se ha fatto esplicita richiesta di abbandono della fede cattolica e di conseguenza perde la possibilità di accedere ai sacramenti e di partecipare alle attività della Chiesa stessa.

## Abluzioni sacre nelle religioni antiche
Il termine battesimo si applica propriamente soltanto a quello di Giovanni (detto perciò il Battista) e al battesimo cristiano. L'abluzione a scopo espiatorio e lustratorio si trova comunque praticata in molte religioni, specialmente nei riti di iniziazione.
Nelle sette che praticavano culti misterici si entrava a far parte attraverso un rito che i greci chiamarono "battesimo" dal termine βαπτίζω ("baptìzo"), ovvero "immergo": "l'iniziato, dopo un periodo di indottrinamento, veniva immerso in una vasca contenente acqua lustrale che, cancellando tutte le colpe del passato, gli permetteva di ricevere come premio la vita eterna se avesse rispettato le regole della fede che aveva abbracciato. I primi a praticare il battesimo furono i sacerdoti egiziani della dea Iside. Le cerimonie battesimali, anche se praticate in nome di divinità diverse, si somigliavano tutte. Lo stesso rito celebrato in Egitto per la dea Iside veniva ripetuto in Frigia per Attis, a Babilonia per il dio Marduk, in Grecia per Dioniso e Demetra e in Persia per il dio Mitra." Accomunate così da uno stesso rituale e da uno stesso fine, quello di assicurare ai propri seguaci la resurrezione, tutte queste divinità si trovarono nel pieno di una competizione per la supremazia, volta a fare di ciascuna la dominatrice su tutto il Medio Oriente tra il V e il VI secolo a.C.
I primi a praticare forme simili al battesimo furono i sacerdoti egiziani della dea Iside. Questa pratica riservata al principio ai Faraoni, concessa poi ai grandi sacerdoti e quindi ai dignitari politici e agli ufficiali, fu infine estesa a tutti, compresi i ceti più umili. In seguito al successo politico-sociale riportato dagli egiziani, nel giro di pochi secoli tutte le religioni del Medio Oriente, sostenute dai vari imperialismi, si ritrovarono a praticare forme di abluzioni sacre. Nel rito legato al culto del dio Attis, mentre l'iniziato veniva immerso nell'acqua lustrale, il sacerdote recitava: «Tu sei rinato e da questo momento farai parte del mondo degli eletti a cui sono aperte le porte dell'eternità».
Nell'antica Grecia, dopo la nascita del neonato si effettuavano riti di purificazione (che prevedevano tra l'altro l'immersione in acqua del bambino e il lavaggio delle mani delle levatrici), quindi si celebrava la festa delle Anfidromie. Nell'antica Roma, alcuni giorni dopo la nascita si celebrava il dies lustricus: tutti coloro che avevano toccato la madre eseguivano la lustratio mediante un solenne lavaggio delle mani, quindi si dava il nome al bambino.

## Battesimo mandaico

Il battesimo praticato dai Mandei ogni domenica

I mandei venerano Giovanni Battista e praticano il battesimo frequente (masbuta) come un rituale di purificazione, non di iniziazione. Essendo di origine pre cristiana sono il gruppo religioso a praticare il battesimo da più tempo. I Mandei celebrano il battesimo la domenica (Habshaba), indossando una veste sacrale bianca (Rasta) ed eseguendo una tripla immersione totale in acqua, una tripla firma della fronte con acqua e un triplo consumo di acqua. Il prete rimuove quindi un anello di mirto indossato dai battezzati e lo mette sulla fronte. Questo è seguito da una stretta di mano (kushta - mano della verità) con il sacerdote. L'acqua viva è un requisito per il battesimo, quindi può avvenire solo nei fiumi, anche se a seguito delle persecuzione viene praticato anche in piscine nei paesi più nordici della diaspora (Inghilterra, Svezia). Tutti i fiumi si chiamano Yardana (Giordania) e si ritiene che siano nutriti dal Mondo della Luce. Sulla riva del fiume, la fronte di un Mandeo è unta con olio di sesamo e partecipa in una comunione di pane e acqua. Il battesimo per i Mandei consente la salvezza connettendosi con il Mondo della Luce e il perdono dei peccati.

## Battesimo civile
In alcune società, come in Francia o Spagna, sono talvolta praticate anche alternative laiche alla cerimonia, di carattere simbolico − il cosiddetto "battesimo civile o repubblicano" − per sancire l'inserimento del bambino nella comunità civile di appartenenza e attribuire al nuovo nato dei padrini.